# Afera alkoholowa
Afera alkoholowa, schnapsgate – jedna z pierwszych afer w Polsce od 1989 r., dotycząca działalności byłych ministrów rządu Mieczysława Rakowskiego oraz pracowników Głównego Urzędu Ceł, związanej z nieprawidłowościami przy imporcie napojów alkoholowych.

## Opis
Pod koniec 1988 r. minister współpracy gospodarczej z zagranicą Dominik Jastrzębski wydał zarządzenie znoszące koncesję na import alkoholu „na własny użytek”. W ten sposób powstała luka prawna, która spowodowała aferyczny napływ alkoholu, sięgając 31 milionów litrów czystego spirytusu. To niedopatrzenie prawne skutkowało stratami dla Skarbu Państwa, przekraczającymi 2 biliony ówczesnych złotych (2 mld nowych złotych). Ludzie odpowiedzialni za ten chaos twierdzili, że nie mogli zrobić więcej, pytając ironicznie, czy mieli stanąć na granicy i zatrzymać przepływ alkoholu.
To zjawisko było częścią większego kontekstu. W czasach PRL społeczeństwo polskie było jednym z najbardziej pijących na świecie. Po wojnie średnia osoba spożywała 1,5 litra alkoholu, a w 1970 r. już ponad 5 litrów. Za rządów Gierka ta liczba sięgnęła 8,6 litra, choć zaczęto sięgać po różne rodzaje alkoholu, nie tylko wódkę.
W latach 70. alkohol w nadmiarze spożywało nawet 5 milionów Polaków, 900 tysięcy było uzależnionych, a picie w miejscu pracy było powszechne. Wydawano na alkohol roczną pensję, powstawało wiele miejsc produkujących alkohol nielegalnie, nawet do 150 tysięcy w czasach stanu wojennego.
W 1988 r. zmiana w prawie umożliwiła prostszy import alkoholu do kraju. Polacy wykorzystali tę lukę, fałszując faktury i importując spirytus bez opłat, ponieważ cło wynosiło zaledwie 1 tysiąc ówczesnych złotych za litr. To stworzyło lukratywny biznes, gdzie spirytus przyjeżdżał w wielkich ilościach, a przedsiębiorcy zarabiali na jego rozcieńczaniu i sprzedaży. Cały proceder przyniósł ogromne straty dla państwa.
W 1997 r. pięć osób zamieszanych w aferę alkoholową zostało postawionych przed Trybunałem Stanu. Trzy z nich zostały uniewinnione, zaś dwie (Dominik Jastrzębski i Jerzy Ćwiek) skazane na utratę biernego prawa wyborczego przez 5 lat. Był to pierwszy od 1926 r. prawomocny wyrok Trybunału.